# Mestizo (muziek)
Mestizo (Spaans-Portugees, van het Latijnse mixtus: gemengd) is een muzikale stroming die eind jaren 90 is ontstaan in Spanje en Frankrijk.
Mestizo bestaat uit een mengelmoes van latin, salsa, reggae, ska, rock, punk, elektronische muziek en hiphop. De Fransman Manu Chao is een van de bekendste mestizoartiesten. Andere bekende namen in het genre zijn onder meer Amparanoia, Dusminguet, Carlos Jean, Che Sudaka, Fermin Muguruza, La Kinky Beat, Macaco, Ojos De Brujo, Mala Vita, Costo Rico en Zulu 9.30.